# 吳永仁
吳永仁（1982年9月22日—）為臺灣籃球教練、前運動員，現擔任臺北富邦勇士總教練。

### P. LEAGUE+
| 年度    | 球隊         | 出賽 | 勝場 | 敗場 | 勝率 | 備註                          |
| ------- | ------------ | ---- | ---- | ---- | ---- | ----------------------------- |
| 21-22年 | 臺北富邦勇士 | 4    | 2    | 2    | .500 | 代理                          |
| 24-25年 | 臺北富邦勇士 | 24   | 15   | 9    | .625 | 總冠軍賽3：4 敗桃園璞園領航猿 |

## 高中籃球聯賽時期
1999年、2000年與田壘、周士淵、李奇勳、莊曉文組成三民家商五虎，成功完成三民家商二連霸。

## 超級籃球聯賽時期
第一屆，效力於臺灣銀行籃球隊，但上場空間被當時的當家控衛許皓程壓縮，因此能夠上場的時間不多，大多都只能當個板凳球員。
不過在第一屆時，也成功拿下明星賽三分大賽的冠軍。
第二屆開始，由於許皓程轉隊到台灣啤酒籃球隊，吳永仁得到重用，成為台銀的當家的主力控衛，及主力先發。
第三屆，吳永仁以平均每場助攻5次拿下助攻王，並帶領台銀以15勝15負打進季後賽，最後以一勝三負不敵裕隆恐龍。
第四屆，吳永仁轉披緯來獵人隊戰袍，也成功打進季後賽，最後以一勝三負不敵台啤。
第六屆，吳永仁以台灣大雲豹選手身分，在SBL明星賽拿下第2個三分球大賽冠軍，成為SBL球員中唯二達成如此成就的選手。
第十三屆，2015年12月27日，在彰化體育館對上台銀，吳永仁在第2節投進該役第一個進球，用這記3分球成為SBL史上首位完成生涯3000得分、1000助攻、1000籃板的球員。
2017年5月2日，隨著球年合約到期，吳永仁也正式高掛球鞋，留下SBL生涯累計最多出場數（376場）的紀錄。這項紀錄直到隔年的1月14日，才被效力裕隆的高中學弟周士淵打破。而在富邦勇士確定由許晉哲接任總教練後，吳永仁也確定被許晉哲延攬入閣，從第15屆起轉任球隊助理教練。

## 外部連結
- 吳永仁的Instagram帳戶
- 吳永仁在fiba.basketball（英语）
- 吳永仁在Eurobasket.com（球員）（英语）
- 吳永仁在Eurobasket.com（球員）（英语）
- 吳永仁在Eurobasket.com（教練）（英语）